# دوغلاس رودريغيز
دوغلاس رودريغيز (3 يونيو 1950 بهافانا في كوبا - 21 مايو 2012 بهافانا في كوبا) هو ملاكم كوبي، صنّف ضمن فئة وزن الذبابة. شارك في الألعاب الأولمبية الصيفية 1972.

## وصلات خارجية
- دوغلاس رودريغيز على موقع أوليمبيديا (الإنجليزية)